# One Day I'll Fly Away
"One Day I'll Fly Away" is een nummer van de Amerikaanse zangeres Randy Crawford. Het nummer verscheen op haar album Now We May Begin uit 1980. Dat jaar werd het nummer uitgebracht als de derde en laatste single van het album.

## Achtergrond
"One Day I'll Fly Away" is geschreven door Joe Sample en Will Jennings en geproduceerd door Sample, Wilton Felder en Stix Hooper. Het deel in het nummer waarin Crawford de titel zingt is geïnspireerd door de Bloemenwals uit het ballet De notenkraker van Tsjaikovski. Het is de grootste hit van Crawford en bereikte de tweede plaats in het Verenigd Koninkrijk, maar wist opvallend genoeg de Amerikaanse Billboard Hot 100 niet te halen. In Nederland behaalde de single de nummer 1-positie in zowel de Top 40 en de Nationale Hitparade en in Vlaanderen werd het eveneens een nummer 1-hit in de BRT Top 30.
"One Day I'll Fly Away" is gecoverd door diverse artiesten. Glenda Peters zong het nummer toen zij in 1985 de Soundmixshow won. Nicole Kidman zong het nummer in de film Moulin Rouge! uit 2001. De Nederlandse symfonische metalband After Forever coverde het nummer op hun album Exordium uit 2003. Ruben Studdard zette zijn cover als bonustrack op zijn album Love Is uit 2009. Keith Jarrett en Charlie Haden namen een instrumentale versie op voor hun album Jasmine uit 2010. De Italiaanse zangeres Bianca Atzei bracht haar cover in 2013 als single uit. Dat jaar bracht Girls Aloud-lid Kimberley Walsh een versie van het nummer uit op haar eerste soloalbum Centre Stage. Sarah Brightman nam een operacover van het nummer op die in 2015 werd uitgebracht op de boxset Rarities. Het electronicatrio Vaults nam het nummer in 2016 op voor de kerstreclame van de Britse warenhuisketen John Lewis.

## Hitnoteringen

### Nederlandse Top 40
| Hitnotering: 06-09-1980 t/m 22-11-1980 | Hitnotering: 06-09-1980 t/m 22-11-1980 | Hitnotering: 06-09-1980 t/m 22-11-1980 | Hitnotering: 06-09-1980 t/m 22-11-1980 | Hitnotering: 06-09-1980 t/m 22-11-1980 | Hitnotering: 06-09-1980 t/m 22-11-1980 | Hitnotering: 06-09-1980 t/m 22-11-1980 | Hitnotering: 06-09-1980 t/m 22-11-1980 | Hitnotering: 06-09-1980 t/m 22-11-1980 | Hitnotering: 06-09-1980 t/m 22-11-1980 | Hitnotering: 06-09-1980 t/m 22-11-1980 | Hitnotering: 06-09-1980 t/m 22-11-1980 | Hitnotering: 06-09-1980 t/m 22-11-1980 | Hitnotering: 06-09-1980 t/m 22-11-1980 |
| Week                                   | 1                                      | 2                                      | 3                                      | 4                                      | 5                                      | 6                                      | 7                                      | 8                                      | 9                                      | 10                                     | 11                                     | 12                                     |                                        |
| -------------------------------------- | -------------------------------------- | -------------------------------------- | -------------------------------------- | -------------------------------------- | -------------------------------------- | -------------------------------------- | -------------------------------------- | -------------------------------------- | -------------------------------------- | -------------------------------------- | -------------------------------------- | -------------------------------------- | -------------------------------------- |
| Positie                                | 24                                     | 18                                     | 8                                      | 2                                      | 1                                      | 1                                      | 2                                      | 3                                      | 9                                      | 15                                     | 32                                     | 38                                     | uit                                    |

### Nationale Hitparade
| Hitnotering: 06-09-1980 t/m 29-11-1980 | Hitnotering: 06-09-1980 t/m 29-11-1980 | Hitnotering: 06-09-1980 t/m 29-11-1980 | Hitnotering: 06-09-1980 t/m 29-11-1980 | Hitnotering: 06-09-1980 t/m 29-11-1980 | Hitnotering: 06-09-1980 t/m 29-11-1980 | Hitnotering: 06-09-1980 t/m 29-11-1980 | Hitnotering: 06-09-1980 t/m 29-11-1980 | Hitnotering: 06-09-1980 t/m 29-11-1980 | Hitnotering: 06-09-1980 t/m 29-11-1980 | Hitnotering: 06-09-1980 t/m 29-11-1980 | Hitnotering: 06-09-1980 t/m 29-11-1980 | Hitnotering: 06-09-1980 t/m 29-11-1980 | Hitnotering: 06-09-1980 t/m 29-11-1980 | Hitnotering: 06-09-1980 t/m 29-11-1980 |
| Week                                   | 1                                      | 2                                      | 3                                      | 4                                      | 5                                      | 6                                      | 7                                      | 8                                      | 9                                      | 10                                     | 11                                     | 12                                     | 13                                     |                                        |
| -------------------------------------- | -------------------------------------- | -------------------------------------- | -------------------------------------- | -------------------------------------- | -------------------------------------- | -------------------------------------- | -------------------------------------- | -------------------------------------- | -------------------------------------- | -------------------------------------- | -------------------------------------- | -------------------------------------- | -------------------------------------- | -------------------------------------- |
| Positie                                | 31                                     | 18                                     | 8                                      | 3                                      | 1                                      | 2                                      | 2                                      | 4                                      | 9                                      | 17                                     | 22                                     | 32                                     | 43                                     | uit                                    |

### NPO Radio 2 Top 2000
| Nummer met noteringen in de NPO Radio 2 Top 2000 | '99 | '00  | '01  | '02  | '03  | '04  | '05  | '06  | '07  | '08  | '09  | '10  | '11  | '12  | '13  | '14  | '15  | '16  | '17  | '18  | '19 | '20  |
| ------------------------------------------------ | --- | ---- | ---- | ---- | ---- | ---- | ---- | ---- | ---- | ---- | ---- | ---- | ---- | ---- | ---- | ---- | ---- | ---- | ---- | ---- | --- | ---- |
| One Day I'll Fly Away                            | 827 | 1394 | 1617 | 1342 | 1204 | 1327 | 1410 | 1026 | 1284 | 1211 | 1052 | 1087 | 1582 | 1522 | 1527 | 1550 | 1804 | 1536 | 1533 | 1761 | -   | 1929 |

1. ↑  Een '-' betekent dat het nummer niet was genoteerd en een vetgedrukt getal geeft de hoogste notering aan.
2. ↑  Deze tabel is bijgewerkt tot en met de laatste editie (2024).